# Francesco Buzenga
Francesco Buzenga (fl. XVI secolo) è stato un grammatico italiano.

## Biografia
Grammatico ligure del XVI secolo, Buzenga fu autore del saggio Paradossi sopra le lingue toscana e genovese, pubblicato a Genova nel 1596. L'opera, perduta, era scritta in genovese riformato, secondo i dettami del Trissino. Nel suo saggio si proponeva di aggiungere al genovese una sesta vocale, per facilitarne la pronuncia.

## Opere
- Paradossi sopra le lingue toscana e genovese, 1596